# Герб городского поселения Пески
Герб городского поселения Пески́ — опознавательно-правовой знак, составленный и употребляемый в соответствии с правилами геральдики, служащий символом городского поселения Пески. 

Герб утвержден решением Совета депутатов городского поселения Пески (#97/26-с) от 9 апреля 2009 года.

## Описание герба
В четверочастном золотом и серебряном поле, поверх деления — лазоревый пояс, обремененный серебряной, коронованной золотом, капителью, и сопровожденный в первой серебряной части четырьмя листками березы (червленым, зелёным, лазоревым и пурпурным), положенными в выгнутую к левому верхнему углу дугу; вторая серебряная часть мурована чёрным.
Герб городского поселения Пески может воспроизводиться в двух равно допустимых версиях:
- без вольной части;
- с вольной частью (четырехугольником, примыкающим к верхнему правому углу щита с воспроизведёнными в нём фигурами герба Московской области).

Герб городского поселения Пески в соответствии с «Методическими рекомендациями по разработке и использованию официальных символов муниципальных образований», может воспроизводиться со статусной короной установленного образца.

## Обоснование символики
Герб городского поселения Пески, расположенного на берегах реки Москвы и речки Мезенки, отражает историю развития поселка и его особенности. Старинное сельцо Пески впервые упомянуто в писцовой книге 1577 года. Название сельца и его развитие связаны с месторождениями песка, что на гербе поселения отражено золотым цветом (металлом). 

Комбинат строительных работ, расположенный на территории городского поселения, символически представлен в гербе мурованным (сложенным из кирпичей) полем. 

Лазурный пояс — символизирует реки Москву и Мезенку. 

Разноцветные листья березы, расположенные в гербе поселения подобно мазкам кисти художника — аллегория современного дачного поселка художников «Пески», расположенного на территории поселения и объявленного объектом культурного наследия регионального значения. Дачный кооператив «Советский художник» был создан в 1934 году. В этой заповедной зоне жили такие знаменитые художники, как Александр Дейнека, Георгий Нерода, Александр Куприн. Здесь проживал со своей супругой — народной артисткой СССР Тамарой Макаровой — известный кинорежиссёр Сергей Герасимов, и многие другие деятели искусства.

Коронованная капитель колонны указывает на принадлежность сельского поселения территории Коломенского муниципального района, в гербе которого также изображена колонна, что подчеркивает общность интересов и историческое единство двух самостоятельных муниципальных образований. 

Колонна — символ опоры, стабильности и уверенности. 

Золото — символ высшей ценности, величия, великодушия, богатства, урожая. 

Серебро — символ чистоты, ясности, открытости, божественной мудрости, примирения. 

Лазурь — символ возвышенных устремлений, искренности, преданности, возрождения.

Красный цвет — символ мужества, жизнеутверждающей силы и красоты, праздника, труда. 

Зелёный цвет символизирует весну, здоровье, природу, надежду. 

Пурпурный — символизирует власть, славу, почёт, величие, мощь, благородство происхождения, древность.

## История герба
Герб разработан Союзом геральдистов России.
Авторы герба:
- идея герба — Константин Моченов (Химки), Сергей Янов (Малаховка);
- художник и компьютерный дизайн — Оксана Афанасьева (Москва);
- обоснование символики — Вячеслав Мишин (Москва).